# 石光明
石光明，西安电子科技大学教授、副校长，主要研究方向为类脑信息技术、生物信息处理与脑启发智能技术等。石光明还担任中国电子学会会士、中国人工智能学会脑科学与人工智能专委会、中国自动化学会混合智能专委会委员，曾入选中国教育部长江学者特聘教授。